# Felisberto Hernández

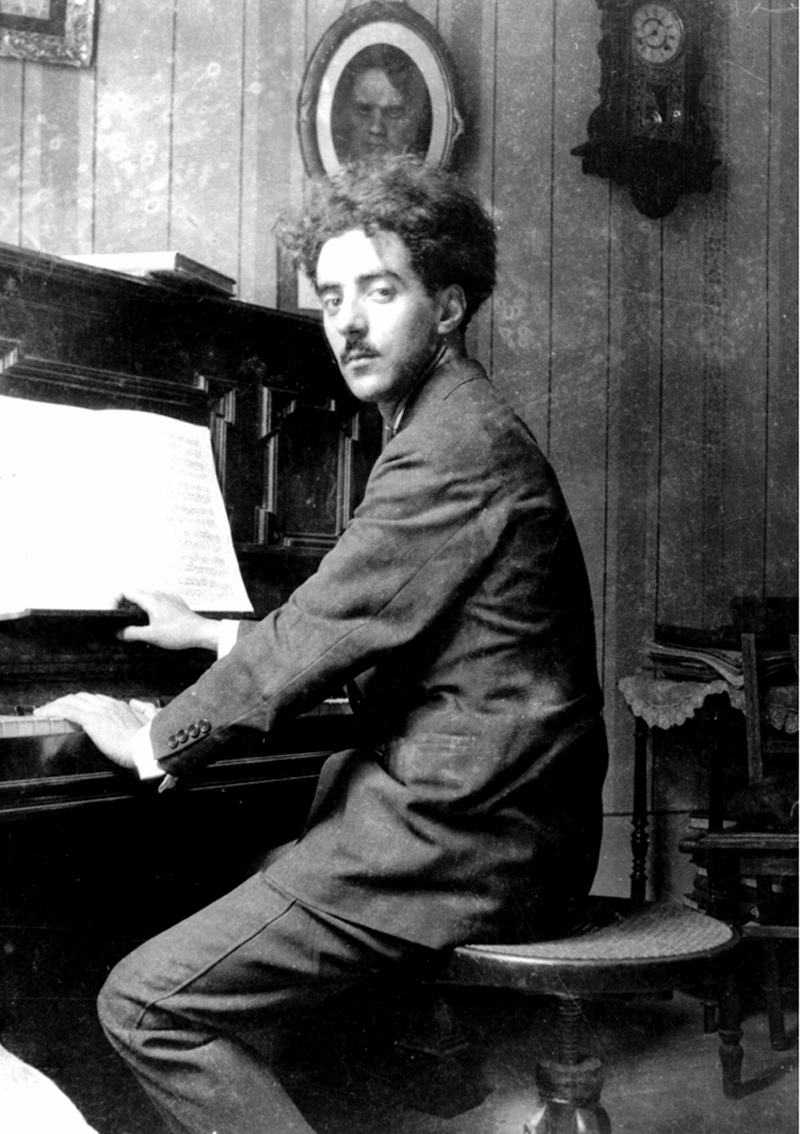
Felisberto Hernández

Felisberto Hernández (ur. 20 października 1902 w Montevideo, zm. 13 stycznia 1964) – urugwajski pisarz, autor opowiadań oraz pianista. 
Był najstarszym z czworga dzieci, jego ojciec pochodził z Wysp Kanaryjskich. W wieku dziewięciu lat rozpoczął naukę gry na pianinie, jako nastolatek zaczął grać w kawiarniach i - w erze kina niemego - w kinach. Przez wiele lat występował na estradzie, przede wszystkim w swoim rodzinnym mieście i w Buenos Aires. W wielu z jego literackich utworów pojawiają się muzyczne odniesienia, jak również opisy życia podróżującego muzyka. Specjalizował się w opowiadaniach, często posługując się absurdem i odtwarzając realia swego dzieciństwa oraz młodości.
Publikować zaczął w 1925, jednak dopiero w latach 40. został zauważony. Wtedy też przestał koncertować. Był autorem m.in. zbiorów Nadie encendía las lámparas (1947), La casa inundada (1960) i El cocodrilo (1962). Wśród pisarzy komentujących twórczość Hernándeza znajdowali się Juan Carlos Onetti, Italo Calvino i Julio Cortázar. Jego życie stało się jedną z inspiracji filmu Stroiciel trzęsień ziemi braci Quay. W Polsce ukazał się wybór jego tekstów zatytułowany "Ciemna jadalnia, balkon i inne niezwykłe opowieści". 